# Paris-Tours 2023
Paris-Tours 2023 var den 117. udgave af det franske cykelløb Paris-Tours. Det blev kørt den 8. oktober 2023 med start i Chartres og mål i Tours. Løbet var en del af UCI ProSeries 2023.
Løbet blev vundet af amerikanske Riley Sheehan fra Israel-Premier Tech.

## Resultater
| \| Samlede stilling \| Samlede stilling \| Samlede stilling \| Samlede stilling \| Samlede stilling \| \| Rytter \| Rytter \| Hold \| Tid \| \| \| ---------------- \| -------------------------- \| --------------------------- \| ---------------- \| ---------------- \| \| 1. \| Riley Sheehan \| Israel-Premier Tech \| 4t 39' 05" \| \| \| 2. \| Lewis Askey \| Groupama-FDJ \| + 0" \| \| \| 3. \| Tobias Halland Johannessen \| Uno-X Pro Cycling Team \| + 0" \| \| \| 4. \| Joris Delbove \| Saint Michel-Mavic-Auber 93 \| + 0" \| \| \| 5. \| Olivier Le Gac \| Groupama-FDJ \| + 7" \| \| \| 6. \| Christophe Laporte \| Jumbo-Visma \| + 9" \| \| \| 7. \| Tom Van Asbroeck \| Israel-Premier Tech \| + 9" \| \| \| 8. \| Arnaud Démare \| Arkéa-Samsic \| + 9" \| \| \| 9. \| Edward Theuns \| Lidl-Trek \| + 9" \| \| \| 10. \| Paul Penhoët \| Groupama-FDJ \| + 9" \| \| |                            |                             |            |
| |                            |                             |            |
| Kilde: ProCyclingStats |                            |                             |            |
| Samlede stilling |                            |                             |            |
| Rytter | Rytter                     | Hold                        | Tid        |
| 1. | Riley Sheehan              | Israel-Premier Tech         | 4t 39' 05" |
| 2. | Lewis Askey                | Groupama-FDJ                | + 0"       |
| 3. | Tobias Halland Johannessen | Uno-X Pro Cycling Team      | + 0"       |
| 4. | Joris Delbove              | Saint Michel-Mavic-Auber 93 | + 0"       |
| 5. | Olivier Le Gac             | Groupama-FDJ                | + 7"       |
| 6. | Christophe Laporte         | Jumbo-Visma                 | + 9"       |
| 7. | Tom Van Asbroeck           | Israel-Premier Tech         | + 9"       |
| 8. | Arnaud Démare              | Arkéa-Samsic                | + 9"       |
| 9. | Edward Theuns              | Lidl-Trek                   | + 9"       |
| 10. | Paul Penhoët               | Groupama-FDJ                | + 9"       |

## Hold og ryttere
| UCI WorldTeams (12)- AG2R Citroën Team - Alpecin-Deceuninck - Bora-Hansgrohe - Cofidis - EF Education-EasyPost - Groupama-FDJ - Intermarché-Circus-Wanty - Jumbo-Visma - Lidl-Trek - Arkéa-Samsic - Team DSM-Firmenich - UAE Team Emirates UCI ProTeams (7)- Bingoal WB - Equipo Kern Pharma - Israel-Premier Tech - Lotto Dstny - Q36.5 Pro Cycling Team - TotalEnergies - Uno-X Pro Cycling Team UCI Kontinentalhold (4)- CIC U Nantes Atlantique - Nice Métropole Côte d'Azur - Saint Michel-Mavic-Auber 93 - Van Rysel-Roubaix Lille Métropole |
| |

### Danske ryttere
| Danske ryttere på startlisten |                    |                        |           |
| Rygnummer                     | Rytter             | Hold                   | Placering |
| 34                            | Mikkel Bjerg       | UAE Team Emirates      | DNF       |
| 131                           | Magnus Cort        | EF Education-EasyPost  | 103       |
| 145                           | William Blume Levy | Uno-X Pro Cycling Team | 87        |

* DNF = gennemførte ikke

### Startliste
| Arkéa-Samsic ARK | Arkéa-Samsic ARK      | Arkéa-Samsic ARK |
| ---------------- | --------------------- | ---------------- |
| Nr.              | Rytter                | Placering        |
| 1                | Arnaud Démare (FRA)   | 8.               |
| 2                | Jenthe Biermans (BEL) | 38.              |
| 3                | Matis Louvel (FRA)    | 86.              |
| 4                | Daniel McLay (GBR)    | DNF              |
| 5                | Luca Mozzato (ITA)    | 108.             |
| 6                | Łukasz Owsian (POL)   | 118.             |
| 7                | Clément Russo (FRA)   | 83.              |

| Jumbo-Visma TJV | Jumbo-Visma TJV                     | Jumbo-Visma TJV |
| --------------- | ----------------------------------- | --------------- |
| Nr.             | Rytter                              | Placering       |
| 11              | Christophe Laporte (FRA) (landevej) | 6.              |
| 12              | Edoardo Affini (ITA)                | 131.            |
| 13              | Lars Boven (NED)                    | 137.            |
| 14              | Per Strand Hagenes (NOR)            | 68.             |
| 15              | Dylan van Baarle (NED) (landevej)   | 34.             |
| 16              | Jos van Emden (NED)                 | 128.            |

| AG2R Citroën Team ACT | AG2R Citroën Team ACT   | AG2R Citroën Team ACT |
| --------------------- | ----------------------- | --------------------- |
| Nr.                   | Rytter                  | Placering             |
| 21                    | Greg Van Avermaet (BEL) | 58.                   |
| 22                    | Franck Bonnamour (FRA)  | 129.                  |
| 23                    | Benoît Cosnefroy (FRA)  | 54.                   |
| 24                    | Stan Dewulf (BEL)       | 27.                   |
| 25                    | Dorian Godon (FRA)      | 60.                   |
| 26                    | Oliver Naesen (BEL)     | 117.                  |
| 27                    | Michael Schär (SUI)     | 120.                  |

| UAE Team Emirates UAD | UAE Team Emirates UAD         | UAE Team Emirates UAD |
| --------------------- | ----------------------------- | --------------------- |
| Nr.                   | Rytter                        | Placering             |
| 31                    | Matteo Trentin (ITA)          | 107.                  |
| 32                    | Pascal Ackermann (GER)        | DNF                   |
| 33                    | Ivo Oliveira (POR) (landevej) | 41.                   |
| 34                    | Mikkel Bjerg (DEN)            | DNF                   |
| 35                    | Sebastián Molano (COL)        | DNF                   |
| 36                    | Tim Wellens (BEL)             | 39.                   |

| Lidl-Trek LTK | Lidl-Trek LTK                | Lidl-Trek LTK |
| ------------- | ---------------------------- | ------------- |
| Nr.           | Rytter                       | Placering     |
| 41            | Tony Gallopin (FRA)          | 64.           |
| 42            | Daan Hoole (NED)             | 66.           |
| 43            | Alex Kirsch (LUX) (landevej) | 76.           |
| 44            | Toms Skujiņš (LAT)           | 65.           |
| 45            | Jasper Stuyven (BEL)         | 37.           |
| 46            | Edward Theuns (BEL)          | 9.            |
| 47            | Otto Vergaerde (BEL)         | 115.          |

| Lotto Dstny LTD | Lotto Dstny LTD          | Lotto Dstny LTD |
| --------------- | ------------------------ | --------------- |
| Nr.             | Rytter                   | Placering       |
| 51              | Arnaud De Lie (BEL)      | DNF             |
| 52              | Cedric Beullens (BEL)    | DNF             |
| 53              | Victor Campenaerts (BEL) | 42.             |
| 54              | Frederik Frison (BEL)    | 24.             |
| 55              | Sébastien Grignard (BEL) | 124.            |
| 56              | Alec Segaert (BEL)       | 122.            |
| 57              | Brent Van Moer (BEL)     | 48.             |

| Groupama-FDJ GFC | Groupama-FDJ GFC      | Groupama-FDJ GFC |
| ---------------- | --------------------- | ---------------- |
| Nr.              | Rytter                | Placering        |
| 61               | Paul Penhoët (FRA)    | 10.              |
| 62               | Lewis Askey (GBR)     | 2.               |
| 63               | Kevin Geniets (LUX)   | 33.              |
| 64               | Olivier Le Gac (FRA)  | 5.               |
| 65               | Fabian Lienhard (SUI) | 31.              |
| 66               | Laurence Pithie (NZL) | 36.              |
| 67               | Samuel Watson (GBR)   | 91.              |

| Bora-Hansgrohe BOH | Bora-Hansgrohe BOH     | Bora-Hansgrohe BOH |
| ------------------ | ---------------------- | ------------------ |
| Nr.                | Rytter                 | Placering          |
| 71                 | Jordi Meeus (BEL)      | 49.                |
| 72                 | Shane Archbold (NZL)   | HD                 |
| 73                 | Patrick Gamper (AUT)   | 105.               |
| 74                 | Jonas Koch (GER)       | DNF                |
| 75                 | Ryan Mullen (IRL)      | 95.                |
| 76                 | Danny van Poppel (NED) | 141.               |

| Alpecin-Deceuninck ADC | Alpecin-Deceuninck ADC    | Alpecin-Deceuninck ADC |
| ---------------------- | ------------------------- | ---------------------- |
| Nr.                    | Rytter                    | Placering              |
| 81                     | Kaden Groves (AUS)        | 35.                    |
| 82                     | Maurice Ballerstedt (GER) | 72.                    |
| 83                     | Lennert Belmans (BEL)     | 82.                    |
| 84                     | Dries De Bondt (BEL)      | 17.                    |
| 85                     | Silvan Dillier (SUI)      | 119.                   |
| 86                     | Jonas Rickaert (BEL)      | 114.                   |
| 87                     | Henri Uhlig (GER)         | 134.                   |

| Cofidis COF | Cofidis COF               | Cofidis COF |
| ----------- | ------------------------- | ----------- |
| Nr.         | Rytter                    | Placering   |
| 91          | Bryan Coquard (FRA)       | 19.         |
| 92          | Davide Cimolai (ITA)      | DNF         |
| 93          | Alexandre Delettre (FRA)  | 46.         |
| 94          | Eddy Finé (FRA)           | 47.         |
| 95          | Oliver Knight (GBR)       | 113.        |
| 96          | Pierre-Luc Périchon (FRA) | 32.         |
| 97          | Alexis Renard (FRA)       | 139.        |

| Team DSM-Firmenich DSM | Team DSM-Firmenich DSM    | Team DSM-Firmenich DSM |
| ---------------------- | ------------------------- | ---------------------- |
| Nr.                    | Rytter                    | Placering              |
| 101                    | John Degenkolb (GER)      | 11.                    |
| 102                    | Pavel Bittner (CZE)       | 67.                    |
| 103                    | Alexander Edmondson (AUS) | DNF                    |
| 104                    | Nils Eekhoff (NED)        | 45.                    |
| 105                    | Sean Flynn (GBR)          | 52.                    |
| 106                    | Frank van den Broek (NED) | 96.                    |
| 107                    | Casper van Uden (NED)     | 89.                    |

| Intermarché-Circus-Wanty ICW | Intermarché-Circus-Wanty ICW | Intermarché-Circus-Wanty ICW |
| ---------------------------- | ---------------------------- | ---------------------------- |
| Nr.                          | Rytter                       | Placering                    |
| 111                          | Biniam Girmay (ERI)          | 14.                          |
| 112                          | Aimé De Gendt (BEL)          | 40.                          |
| 113                          | Rune Herregodts (BEL)        | 102.                         |
| 114                          | Hugo Page (FRA)              | 79.                          |
| 115                          | Adrien Petit (FRA)           | 90.                          |
| 116                          | Baptiste Planckaert (BEL)    | DNF                          |
| 117                          | Mike Teunissen (NED)         | 28.                          |

| TotalEnergies TEN | TotalEnergies TEN       | TotalEnergies TEN |
| ----------------- | ----------------------- | ----------------- |
| Nr.               | Rytter                  | Placering         |
| 121               | Anthony Turgis (FRA)    | 13.               |
| 122               | Fabien Doubey (FRA)     | 80.               |
| 123               | Sandy Dujardin (FRA)    | 50.               |
| 124               | Émilien Jeannière (FRA) | 85.               |
| 125               | Geoffrey Soupe (FRA)    | 77.               |
| 126               | Jason Tesson (FRA)      | 84.               |
| 127               | Dries Van Gestel (BEL)  | 51.               |

| EF Education-EasyPost EFE | EF Education-EasyPost EFE | EF Education-EasyPost EFE |
| ------------------------- | ------------------------- | ------------------------- |
| Nr.                       | Rytter                    | Placering                 |
| 131                       | Magnus Cort (DEN)         | 103.                      |
| 132                       | Stefan Bissegger (SUI)    | 18.                       |
| 133                       | Owain Doull (GBR)         | 59.                       |
| 134                       | Jens Keukeleire (BEL)     | 25.                       |
| 135                       | Jonas Rutsch (GER)        | 101.                      |
| 136                       | Thomas Scully (NZL)       | 136.                      |
| 137                       | Łukasz Wiśniowski (POL)   | DNF                       |

| Uno-X Pro Cycling Team UXT | Uno-X Pro Cycling Team UXT       | Uno-X Pro Cycling Team UXT |
| -------------------------- | -------------------------------- | -------------------------- |
| Nr.                        | Rytter                           | Placering                  |
| 141                        | Rasmus Tiller (NOR)              | 12.                        |
| 142                        | Jonas Abrahamsen (NOR)           | 93.                        |
| 143                        | Martin Bugge Urianstad (NOR)     | 94.                        |
| 144                        | Tobias Halland Johannessen (NOR) | 3.                         |
| 145                        | William Blume Levy (DEN)         | 87.                        |
| 146                        | Erik Nordsæter Resell (NOR)      | 22.                        |
| 147                        | Søren Wærenskjold (NOR)          | 88.                        |

| Israel-Premier Tech IPT | Israel-Premier Tech IPT | Israel-Premier Tech IPT |
| ----------------------- | ----------------------- | ----------------------- |
| Nr.                     | Rytter                  | Placering               |
| 151                     | Giacomo Nizzolo (ITA)   | 15.                     |
| 152                     | Derek Gee (CAN)         | 44.                     |
| 153                     | Reto Hollenstein (SUI)  | 30.                     |
| 154                     | Nadav Raisberg (ISR)    | 20.                     |
| 155                     | Riley Sheehan (USA)     | 1.                      |
| 156                     | Tom Van Asbroeck (BEL)  | 7.                      |
| 157                     | Rick Zabel (GER)        | 140.                    |

| Saint Michel-Mavic-Auber 93 AUB | Saint Michel-Mavic-Auber 93 AUB | Saint Michel-Mavic-Auber 93 AUB |
| ------------------------------- | ------------------------------- | ------------------------------- |
| Nr.                             | Rytter                          | Placering                       |
| 161                             | Romain Cardis (FRA)             | 71.                             |
| 162                             | Nicolas Debeaumarché (FRA)      | 63.                             |
| 163                             | Théo Delacroix (FRA)            | DNF                             |
| 164                             | Joris Delbove (FRA)             | 4.                              |
| 165                             | Thomas Gachignard (FRA)         | 29.                             |
| 166                             | Anthony Maldonado (FRA)         | 125.                            |
| 167                             | Flavien Maurelet (FRA)          | 126.                            |

| Q36.5 Pro Cycling Team Q36 | Q36.5 Pro Cycling Team Q36 | Q36.5 Pro Cycling Team Q36 |
| -------------------------- | -------------------------- | -------------------------- |
| Nr.                        | Rytter                     | Placering                  |
| 171                        | Jack Bauer (NZL)           | 100.                       |
| 172                        | Tom Devriendt (BEL)        | 53.                        |
| 173                        | Tobias Ludvigsson (SWE)    | 109.                       |
| 174                        | Nicolò Parisini (ITA)      | 106.                       |
| 175                        | Joey Rosskopf (USA)        | 99.                        |
| 176                        | Szymon Sajnok (POL)        | DNF                        |

| Van Rysel-Roubaix Lille Métropole VRL | Van Rysel-Roubaix Lille Métropole VRL | Van Rysel-Roubaix Lille Métropole VRL |
| ------------------------------------- | ------------------------------------- | ------------------------------------- |
| Nr.                                   | Rytter                                | Placering                             |
| 181                                   | Thomas Boudat (FRA)                   | DNF                                   |
| 182                                   | Célestin Guillon (FRA)                | 61.                                   |
| 183                                   | Maxime Jarnet (FRA)                   | 130.                                  |
| 184                                   | Jérémy Leveau (FRA)                   | 26.                                   |
| 185                                   | Kenny Molly (BEL)                     | 116.                                  |
| 186                                   | Valentin Tabellion (FRA)              | 75.                                   |
| 187                                   | Norman Vahtra (EST)                   | 97.                                   |

| Bingoal WB BWB | Bingoal WB BWB                 | Bingoal WB BWB |
| -------------- | ------------------------------ | -------------- |
| Nr.            | Rytter                         | Placering      |
| 191            | Ceriel Desal (BEL)             | 92.            |
| 192            | Luca De Meester (BEL)          | 55.            |
| 193            | Floris De Tier (BEL)           | 110.           |
| 194            | Louka Matthys (BEL)            | 78.            |
| 195            | Dimitri Peyskens (BEL)         | 23.            |
| 196            | Luca Van Boven (BEL)           | 16.            |
| 197            | Guillaume Van Keirsbulck (BEL) | 132.           |

| CIC U Nantes Atlantique UCN | CIC U Nantes Atlantique UCN | CIC U Nantes Atlantique UCN |
| --------------------------- | --------------------------- | --------------------------- |
| Nr.                         | Rytter                      | Placering                   |
| 201                         | Maël Guégan (FRA)           | 73.                         |
| 202                         | Enzo Boulet (FRA)           | 138.                        |
| 203                         | Enzo Briand (FRA)           | 111.                        |
| 204                         | Léo Danès (FRA)             | 74.                         |
| 205                         | Jordan Jegat (FRA)          | 69.                         |
| 206                         | Yaël Joalland (FRA)         | 98.                         |
| 207                         | Nolann Mahoudo (FRA)        | 70.                         |

| Equipo Kern Pharma EKP | Equipo Kern Pharma EKP   | Equipo Kern Pharma EKP |
| ---------------------- | ------------------------ | ---------------------- |
| Nr.                    | Rytter                   | Placering              |
| 211                    | Roger Adrià (ESP)        | 21.                    |
| 212                    | Igor Arrieta (ESP)       | 62.                    |
| 213                    | Urko Berrade (ESP)       | 57.                    |
| 214                    | Álex Jaime (ESP)         | 104.                   |
| 215                    | Martí Márquez (ESP)      | 123.                   |
| 216                    | Pau Miquel (ESP)         | 43.                    |
| 217                    | Danny van der Tuuk (NED) | 135.                   |

| Nice Métropole Côte d'Azur NMC | Nice Métropole Côte d'Azur NMC | Nice Métropole Côte d'Azur NMC |
| ------------------------------ | ------------------------------ | ------------------------------ |
| Nr.                            | Rytter                         | Placering                      |
| 221                            | Jonathan Couanon (FRA)         | 112.                           |
| 222                            | Tristan Delacroix (FRA)        | 121.                           |
| 223                            | Damien Girard (FRA)            | DNF                            |
| 224                            | Paul Hennequin (FRA)           | 133.                           |
| 225                            | Jean-Louis Le Ny (FRA)         | 56.                            |
| 226                            | Axel Narbonne-Zuccarelli (FRA) | 127.                           |
| 227                            | Larry Valvasori (LUX)          | 81.                            |

| Arkéa-Samsic ARK | Arkéa-Samsic ARK      | Arkéa-Samsic ARK |
| ---------------- | --------------------- | ---------------- |
| Nr.              | Rytter                | Placering        |
| 1                | Arnaud Démare (FRA)   | 8.               |
| 2                | Jenthe Biermans (BEL) | 38.              |
| 3                | Matis Louvel (FRA)    | 86.              |
| 4                | Daniel McLay (GBR)    | DNF              |
| 5                | Luca Mozzato (ITA)    | 108.             |
| 6                | Łukasz Owsian (POL)   | 118.             |
| 7                | Clément Russo (FRA)   | 83.              |

| Jumbo-Visma TJV | Jumbo-Visma TJV                     | Jumbo-Visma TJV |
| --------------- | ----------------------------------- | --------------- |
| Nr.             | Rytter                              | Placering       |
| 11              | Christophe Laporte (FRA) (landevej) | 6.              |
| 12              | Edoardo Affini (ITA)                | 131.            |
| 13              | Lars Boven (NED)                    | 137.            |
| 14              | Per Strand Hagenes (NOR)            | 68.             |
| 15              | Dylan van Baarle (NED) (landevej)   | 34.             |
| 16              | Jos van Emden (NED)                 | 128.            |

| AG2R Citroën Team ACT | AG2R Citroën Team ACT   | AG2R Citroën Team ACT |
| --------------------- | ----------------------- | --------------------- |
| Nr.                   | Rytter                  | Placering             |
| 21                    | Greg Van Avermaet (BEL) | 58.                   |
| 22                    | Franck Bonnamour (FRA)  | 129.                  |
| 23                    | Benoît Cosnefroy (FRA)  | 54.                   |
| 24                    | Stan Dewulf (BEL)       | 27.                   |
| 25                    | Dorian Godon (FRA)      | 60.                   |
| 26                    | Oliver Naesen (BEL)     | 117.                  |
| 27                    | Michael Schär (SUI)     | 120.                  |

| UAE Team Emirates UAD | UAE Team Emirates UAD         | UAE Team Emirates UAD |
| --------------------- | ----------------------------- | --------------------- |
| Nr.                   | Rytter                        | Placering             |
| 31                    | Matteo Trentin (ITA)          | 107.                  |
| 32                    | Pascal Ackermann (GER)        | DNF                   |
| 33                    | Ivo Oliveira (POR) (landevej) | 41.                   |
| 34                    | Mikkel Bjerg (DEN)            | DNF                   |
| 35                    | Sebastián Molano (COL)        | DNF                   |
| 36                    | Tim Wellens (BEL)             | 39.                   |

| Lidl-Trek LTK | Lidl-Trek LTK                | Lidl-Trek LTK |
| ------------- | ---------------------------- | ------------- |
| Nr.           | Rytter                       | Placering     |
| 41            | Tony Gallopin (FRA)          | 64.           |
| 42            | Daan Hoole (NED)             | 66.           |
| 43            | Alex Kirsch (LUX) (landevej) | 76.           |
| 44            | Toms Skujiņš (LAT)           | 65.           |
| 45            | Jasper Stuyven (BEL)         | 37.           |
| 46            | Edward Theuns (BEL)          | 9.            |
| 47            | Otto Vergaerde (BEL)         | 115.          |

| Lotto Dstny LTD | Lotto Dstny LTD          | Lotto Dstny LTD |
| --------------- | ------------------------ | --------------- |
| Nr.             | Rytter                   | Placering       |
| 51              | Arnaud De Lie (BEL)      | DNF             |
| 52              | Cedric Beullens (BEL)    | DNF             |
| 53              | Victor Campenaerts (BEL) | 42.             |
| 54              | Frederik Frison (BEL)    | 24.             |
| 55              | Sébastien Grignard (BEL) | 124.            |
| 56              | Alec Segaert (BEL)       | 122.            |
| 57              | Brent Van Moer (BEL)     | 48.             |

| Groupama-FDJ GFC | Groupama-FDJ GFC      | Groupama-FDJ GFC |
| ---------------- | --------------------- | ---------------- |
| Nr.              | Rytter                | Placering        |
| 61               | Paul Penhoët (FRA)    | 10.              |
| 62               | Lewis Askey (GBR)     | 2.               |
| 63               | Kevin Geniets (LUX)   | 33.              |
| 64               | Olivier Le Gac (FRA)  | 5.               |
| 65               | Fabian Lienhard (SUI) | 31.              |
| 66               | Laurence Pithie (NZL) | 36.              |
| 67               | Samuel Watson (GBR)   | 91.              |

| Bora-Hansgrohe BOH | Bora-Hansgrohe BOH     | Bora-Hansgrohe BOH |
| ------------------ | ---------------------- | ------------------ |
| Nr.                | Rytter                 | Placering          |
| 71                 | Jordi Meeus (BEL)      | 49.                |
| 72                 | Shane Archbold (NZL)   | HD                 |
| 73                 | Patrick Gamper (AUT)   | 105.               |
| 74                 | Jonas Koch (GER)       | DNF                |
| 75                 | Ryan Mullen (IRL)      | 95.                |
| 76                 | Danny van Poppel (NED) | 141.               |

| Alpecin-Deceuninck ADC | Alpecin-Deceuninck ADC    | Alpecin-Deceuninck ADC |
| ---------------------- | ------------------------- | ---------------------- |
| Nr.                    | Rytter                    | Placering              |
| 81                     | Kaden Groves (AUS)        | 35.                    |
| 82                     | Maurice Ballerstedt (GER) | 72.                    |
| 83                     | Lennert Belmans (BEL)     | 82.                    |
| 84                     | Dries De Bondt (BEL)      | 17.                    |
| 85                     | Silvan Dillier (SUI)      | 119.                   |
| 86                     | Jonas Rickaert (BEL)      | 114.                   |
| 87                     | Henri Uhlig (GER)         | 134.                   |

| Cofidis COF | Cofidis COF               | Cofidis COF |
| ----------- | ------------------------- | ----------- |
| Nr.         | Rytter                    | Placering   |
| 91          | Bryan Coquard (FRA)       | 19.         |
| 92          | Davide Cimolai (ITA)      | DNF         |
| 93          | Alexandre Delettre (FRA)  | 46.         |
| 94          | Eddy Finé (FRA)           | 47.         |
| 95          | Oliver Knight (GBR)       | 113.        |
| 96          | Pierre-Luc Périchon (FRA) | 32.         |
| 97          | Alexis Renard (FRA)       | 139.        |

| Team DSM-Firmenich DSM | Team DSM-Firmenich DSM    | Team DSM-Firmenich DSM |
| ---------------------- | ------------------------- | ---------------------- |
| Nr.                    | Rytter                    | Placering              |
| 101                    | John Degenkolb (GER)      | 11.                    |
| 102                    | Pavel Bittner (CZE)       | 67.                    |
| 103                    | Alexander Edmondson (AUS) | DNF                    |
| 104                    | Nils Eekhoff (NED)        | 45.                    |
| 105                    | Sean Flynn (GBR)          | 52.                    |
| 106                    | Frank van den Broek (NED) | 96.                    |
| 107                    | Casper van Uden (NED)     | 89.                    |

| Intermarché-Circus-Wanty ICW | Intermarché-Circus-Wanty ICW | Intermarché-Circus-Wanty ICW |
| ---------------------------- | ---------------------------- | ---------------------------- |
| Nr.                          | Rytter                       | Placering                    |
| 111                          | Biniam Girmay (ERI)          | 14.                          |
| 112                          | Aimé De Gendt (BEL)          | 40.                          |
| 113                          | Rune Herregodts (BEL)        | 102.                         |
| 114                          | Hugo Page (FRA)              | 79.                          |
| 115                          | Adrien Petit (FRA)           | 90.                          |
| 116                          | Baptiste Planckaert (BEL)    | DNF                          |
| 117                          | Mike Teunissen (NED)         | 28.                          |

| TotalEnergies TEN | TotalEnergies TEN       | TotalEnergies TEN |
| ----------------- | ----------------------- | ----------------- |
| Nr.               | Rytter                  | Placering         |
| 121               | Anthony Turgis (FRA)    | 13.               |
| 122               | Fabien Doubey (FRA)     | 80.               |
| 123               | Sandy Dujardin (FRA)    | 50.               |
| 124               | Émilien Jeannière (FRA) | 85.               |
| 125               | Geoffrey Soupe (FRA)    | 77.               |
| 126               | Jason Tesson (FRA)      | 84.               |
| 127               | Dries Van Gestel (BEL)  | 51.               |

| EF Education-EasyPost EFE | EF Education-EasyPost EFE | EF Education-EasyPost EFE |
| ------------------------- | ------------------------- | ------------------------- |
| Nr.                       | Rytter                    | Placering                 |
| 131                       | Magnus Cort (DEN)         | 103.                      |
| 132                       | Stefan Bissegger (SUI)    | 18.                       |
| 133                       | Owain Doull (GBR)         | 59.                       |
| 134                       | Jens Keukeleire (BEL)     | 25.                       |
| 135                       | Jonas Rutsch (GER)        | 101.                      |
| 136                       | Thomas Scully (NZL)       | 136.                      |
| 137                       | Łukasz Wiśniowski (POL)   | DNF                       |

| Uno-X Pro Cycling Team UXT | Uno-X Pro Cycling Team UXT       | Uno-X Pro Cycling Team UXT |
| -------------------------- | -------------------------------- | -------------------------- |
| Nr.                        | Rytter                           | Placering                  |
| 141                        | Rasmus Tiller (NOR)              | 12.                        |
| 142                        | Jonas Abrahamsen (NOR)           | 93.                        |
| 143                        | Martin Bugge Urianstad (NOR)     | 94.                        |
| 144                        | Tobias Halland Johannessen (NOR) | 3.                         |
| 145                        | William Blume Levy (DEN)         | 87.                        |
| 146                        | Erik Nordsæter Resell (NOR)      | 22.                        |
| 147                        | Søren Wærenskjold (NOR)          | 88.                        |

| Israel-Premier Tech IPT | Israel-Premier Tech IPT | Israel-Premier Tech IPT |
| ----------------------- | ----------------------- | ----------------------- |
| Nr.                     | Rytter                  | Placering               |
| 151                     | Giacomo Nizzolo (ITA)   | 15.                     |
| 152                     | Derek Gee (CAN)         | 44.                     |
| 153                     | Reto Hollenstein (SUI)  | 30.                     |
| 154                     | Nadav Raisberg (ISR)    | 20.                     |
| 155                     | Riley Sheehan (USA)     | 1.                      |
| 156                     | Tom Van Asbroeck (BEL)  | 7.                      |
| 157                     | Rick Zabel (GER)        | 140.                    |

| Saint Michel-Mavic-Auber 93 AUB | Saint Michel-Mavic-Auber 93 AUB | Saint Michel-Mavic-Auber 93 AUB |
| ------------------------------- | ------------------------------- | ------------------------------- |
| Nr.                             | Rytter                          | Placering                       |
| 161                             | Romain Cardis (FRA)             | 71.                             |
| 162                             | Nicolas Debeaumarché (FRA)      | 63.                             |
| 163                             | Théo Delacroix (FRA)            | DNF                             |
| 164                             | Joris Delbove (FRA)             | 4.                              |
| 165                             | Thomas Gachignard (FRA)         | 29.                             |
| 166                             | Anthony Maldonado (FRA)         | 125.                            |
| 167                             | Flavien Maurelet (FRA)          | 126.                            |

| Q36.5 Pro Cycling Team Q36 | Q36.5 Pro Cycling Team Q36 | Q36.5 Pro Cycling Team Q36 |
| -------------------------- | -------------------------- | -------------------------- |
| Nr.                        | Rytter                     | Placering                  |
| 171                        | Jack Bauer (NZL)           | 100.                       |
| 172                        | Tom Devriendt (BEL)        | 53.                        |
| 173                        | Tobias Ludvigsson (SWE)    | 109.                       |
| 174                        | Nicolò Parisini (ITA)      | 106.                       |
| 175                        | Joey Rosskopf (USA)        | 99.                        |
| 176                        | Szymon Sajnok (POL)        | DNF                        |

| Van Rysel-Roubaix Lille Métropole VRL | Van Rysel-Roubaix Lille Métropole VRL | Van Rysel-Roubaix Lille Métropole VRL |
| ------------------------------------- | ------------------------------------- | ------------------------------------- |
| Nr.                                   | Rytter                                | Placering                             |
| 181                                   | Thomas Boudat (FRA)                   | DNF                                   |
| 182                                   | Célestin Guillon (FRA)                | 61.                                   |
| 183                                   | Maxime Jarnet (FRA)                   | 130.                                  |
| 184                                   | Jérémy Leveau (FRA)                   | 26.                                   |
| 185                                   | Kenny Molly (BEL)                     | 116.                                  |
| 186                                   | Valentin Tabellion (FRA)              | 75.                                   |
| 187                                   | Norman Vahtra (EST)                   | 97.                                   |

| Bingoal WB BWB | Bingoal WB BWB                 | Bingoal WB BWB |
| -------------- | ------------------------------ | -------------- |
| Nr.            | Rytter                         | Placering      |
| 191            | Ceriel Desal (BEL)             | 92.            |
| 192            | Luca De Meester (BEL)          | 55.            |
| 193            | Floris De Tier (BEL)           | 110.           |
| 194            | Louka Matthys (BEL)            | 78.            |
| 195            | Dimitri Peyskens (BEL)         | 23.            |
| 196            | Luca Van Boven (BEL)           | 16.            |
| 197            | Guillaume Van Keirsbulck (BEL) | 132.           |

| CIC U Nantes Atlantique UCN | CIC U Nantes Atlantique UCN | CIC U Nantes Atlantique UCN |
| --------------------------- | --------------------------- | --------------------------- |
| Nr.                         | Rytter                      | Placering                   |
| 201                         | Maël Guégan (FRA)           | 73.                         |
| 202                         | Enzo Boulet (FRA)           | 138.                        |
| 203                         | Enzo Briand (FRA)           | 111.                        |
| 204                         | Léo Danès (FRA)             | 74.                         |
| 205                         | Jordan Jegat (FRA)          | 69.                         |
| 206                         | Yaël Joalland (FRA)         | 98.                         |
| 207                         | Nolann Mahoudo (FRA)        | 70.                         |

| Equipo Kern Pharma EKP | Equipo Kern Pharma EKP   | Equipo Kern Pharma EKP |
| ---------------------- | ------------------------ | ---------------------- |
| Nr.                    | Rytter                   | Placering              |
| 211                    | Roger Adrià (ESP)        | 21.                    |
| 212                    | Igor Arrieta (ESP)       | 62.                    |
| 213                    | Urko Berrade (ESP)       | 57.                    |
| 214                    | Álex Jaime (ESP)         | 104.                   |
| 215                    | Martí Márquez (ESP)      | 123.                   |
| 216                    | Pau Miquel (ESP)         | 43.                    |
| 217                    | Danny van der Tuuk (NED) | 135.                   |

| Nice Métropole Côte d'Azur NMC | Nice Métropole Côte d'Azur NMC | Nice Métropole Côte d'Azur NMC |
| ------------------------------ | ------------------------------ | ------------------------------ |
| Nr.                            | Rytter                         | Placering                      |
| 221                            | Jonathan Couanon (FRA)         | 112.                           |
| 222                            | Tristan Delacroix (FRA)        | 121.                           |
| 223                            | Damien Girard (FRA)            | DNF                            |
| 224                            | Paul Hennequin (FRA)           | 133.                           |
| 225                            | Jean-Louis Le Ny (FRA)         | 56.                            |
| 226                            | Axel Narbonne-Zuccarelli (FRA) | 127.                           |
| 227                            | Larry Valvasori (LUX)          | 81.                            |